# Combretum zeyheri
Combretum zeyheri är en tvåhjärtbladig växtart som beskrevs av Otto Wilhelm Sonder. Combretum zeyheri ingår i släktet Combretum och familjen Combretaceae. Inga underarter finns listade i Catalogue of Life.

## Bildgalleri

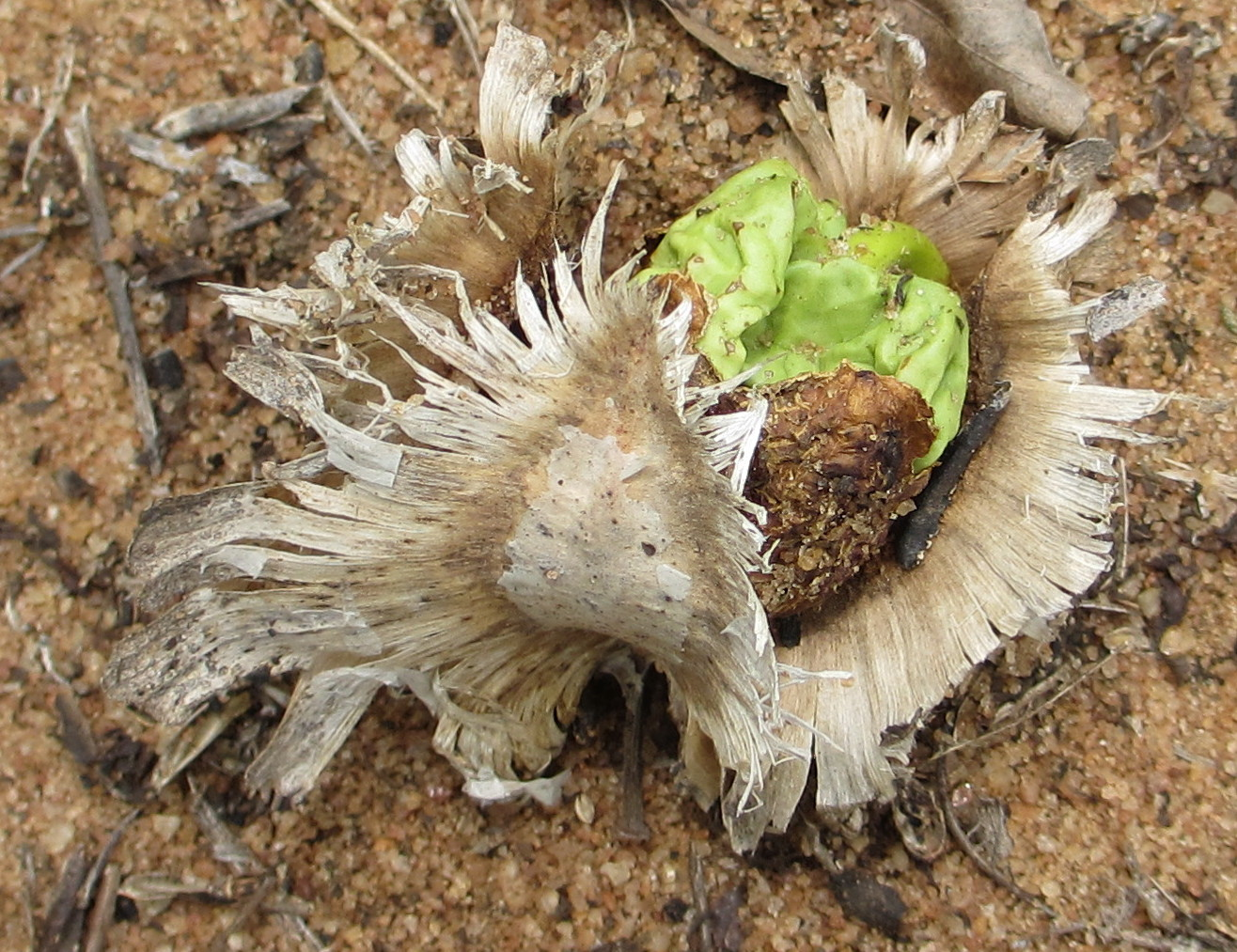
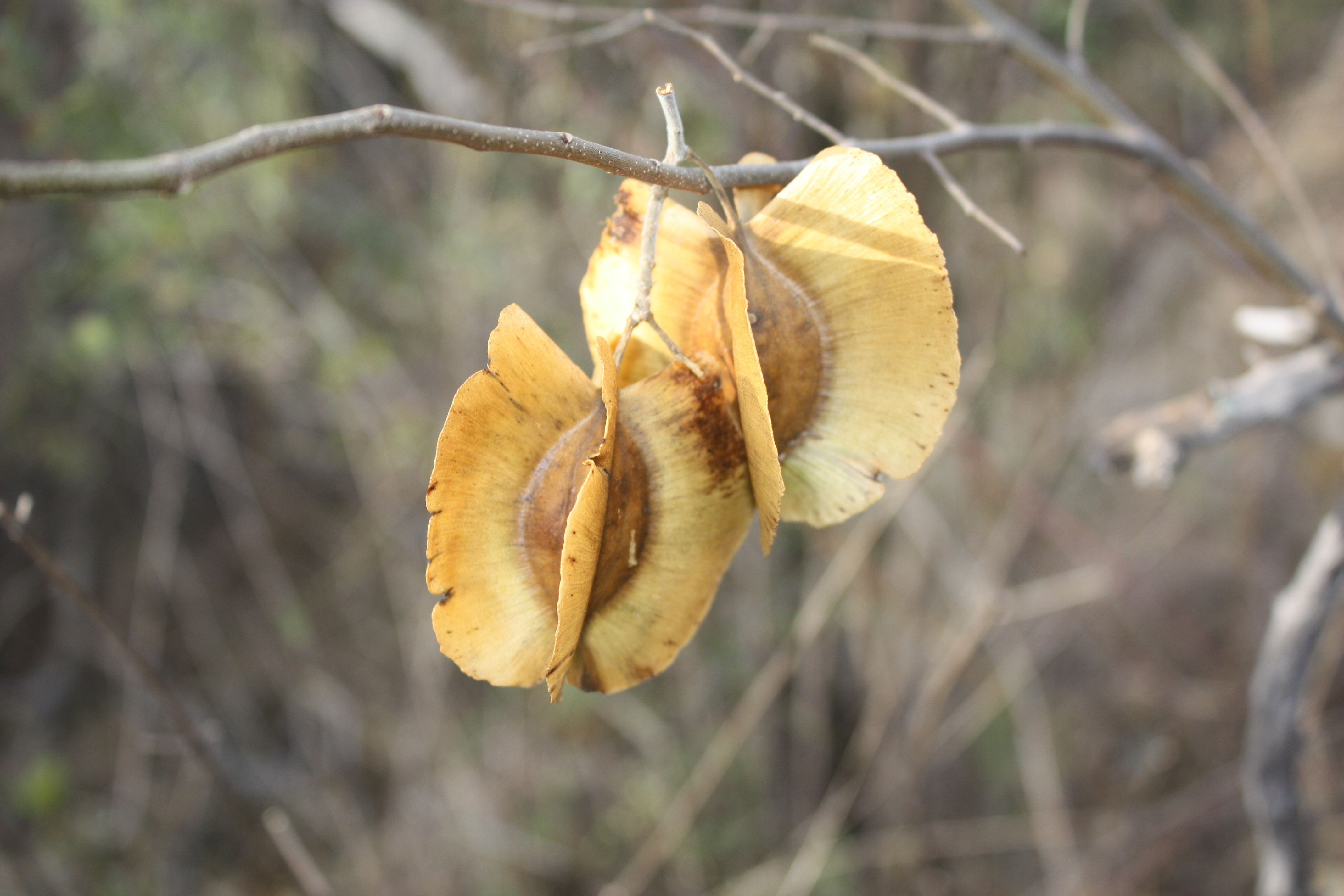
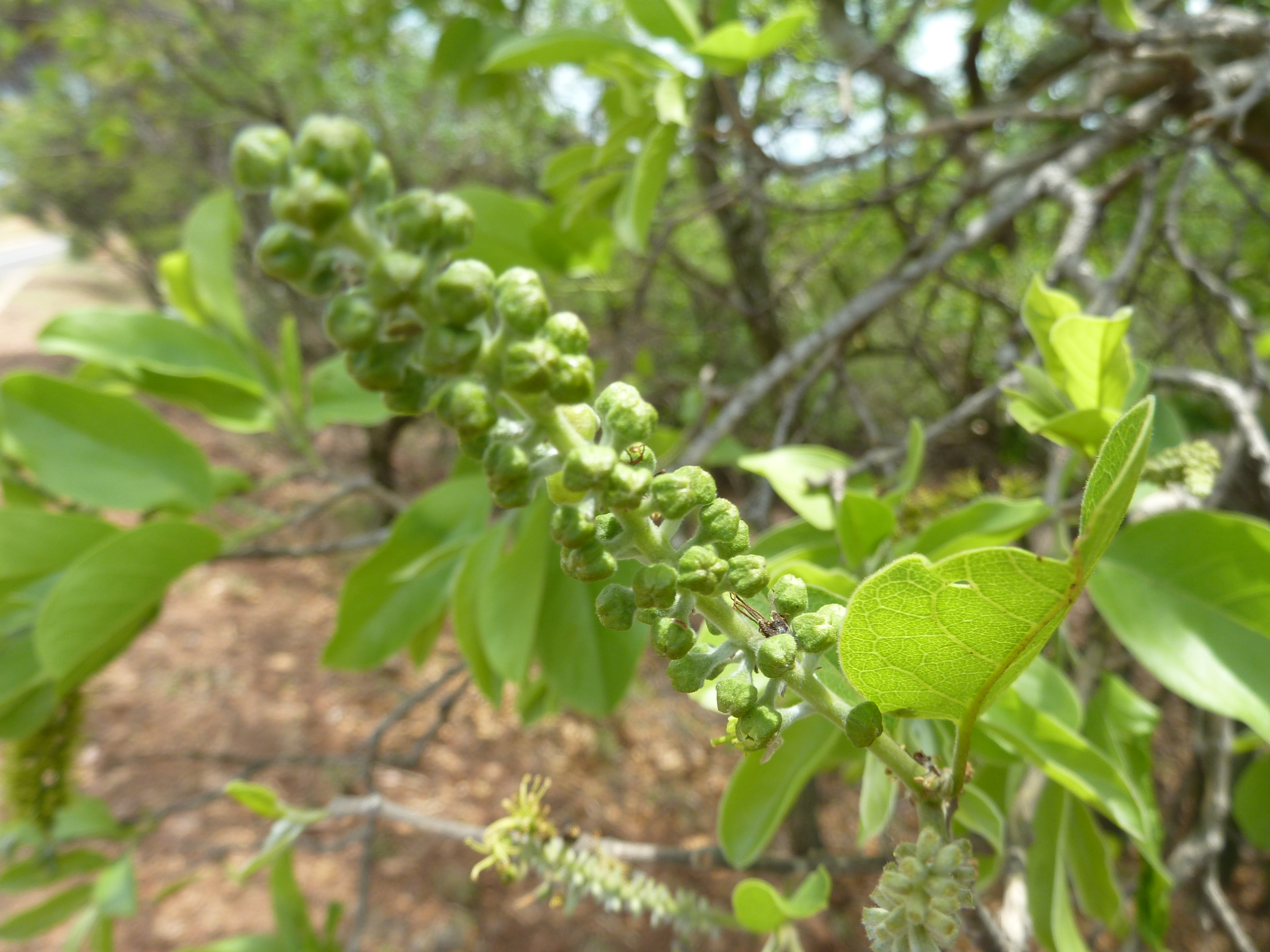
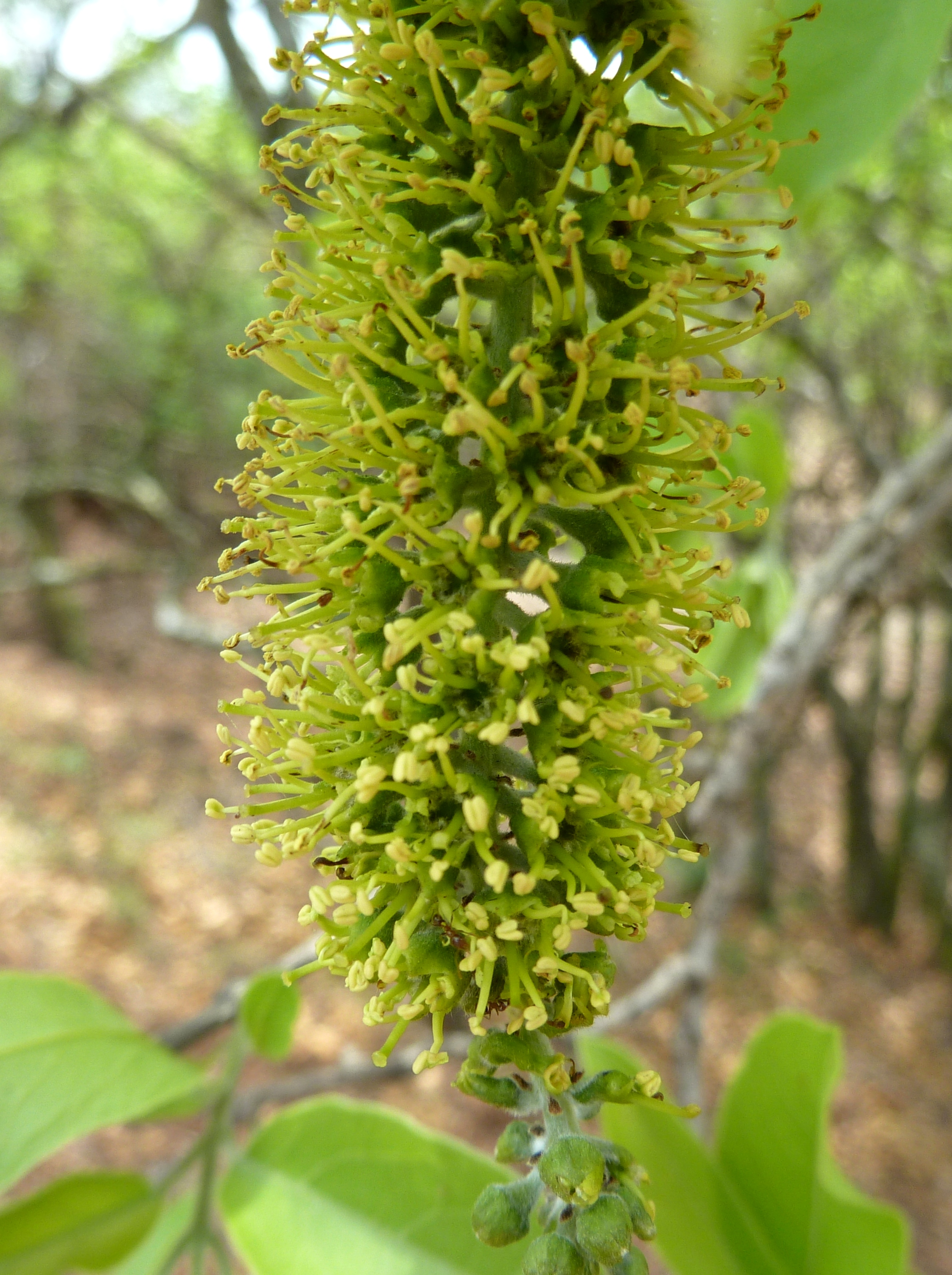
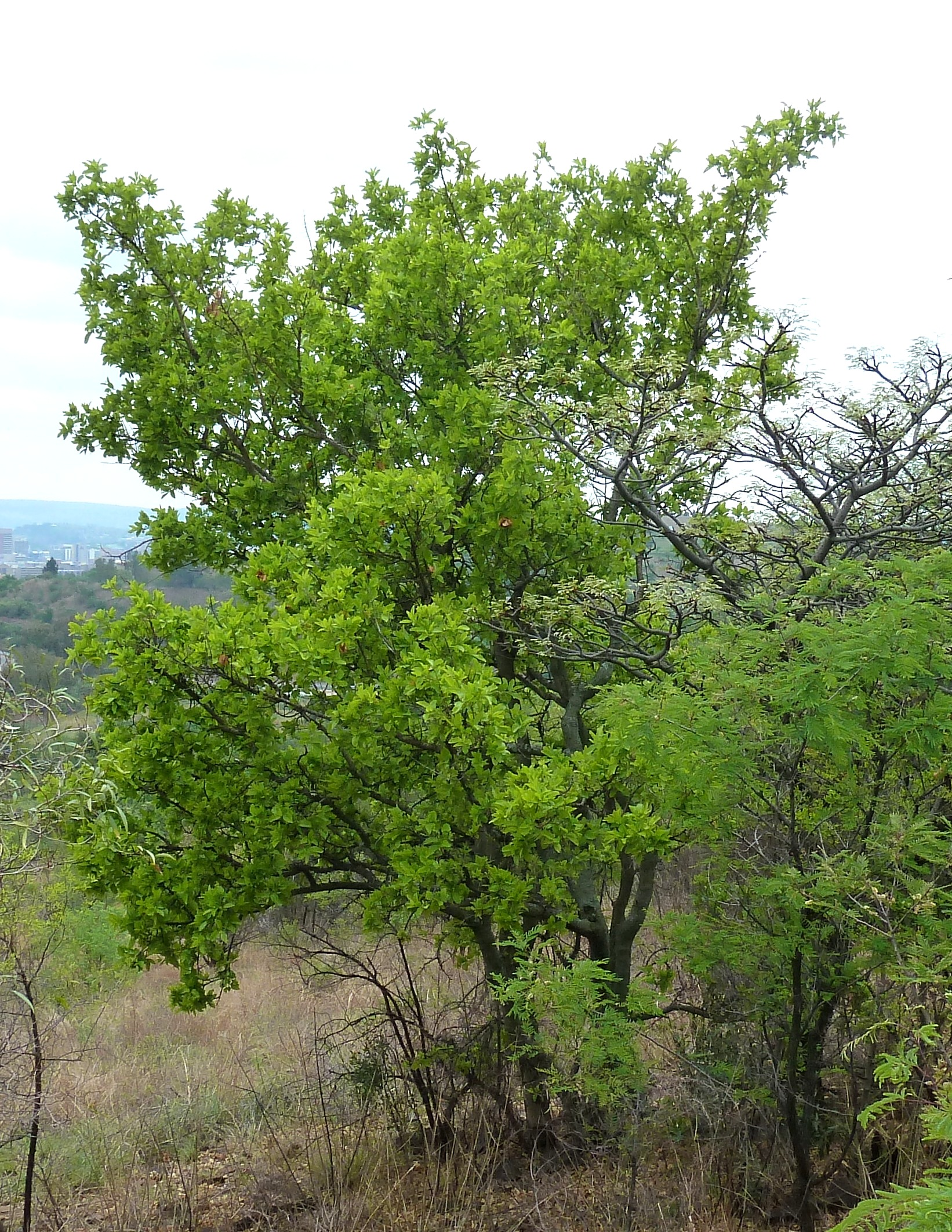
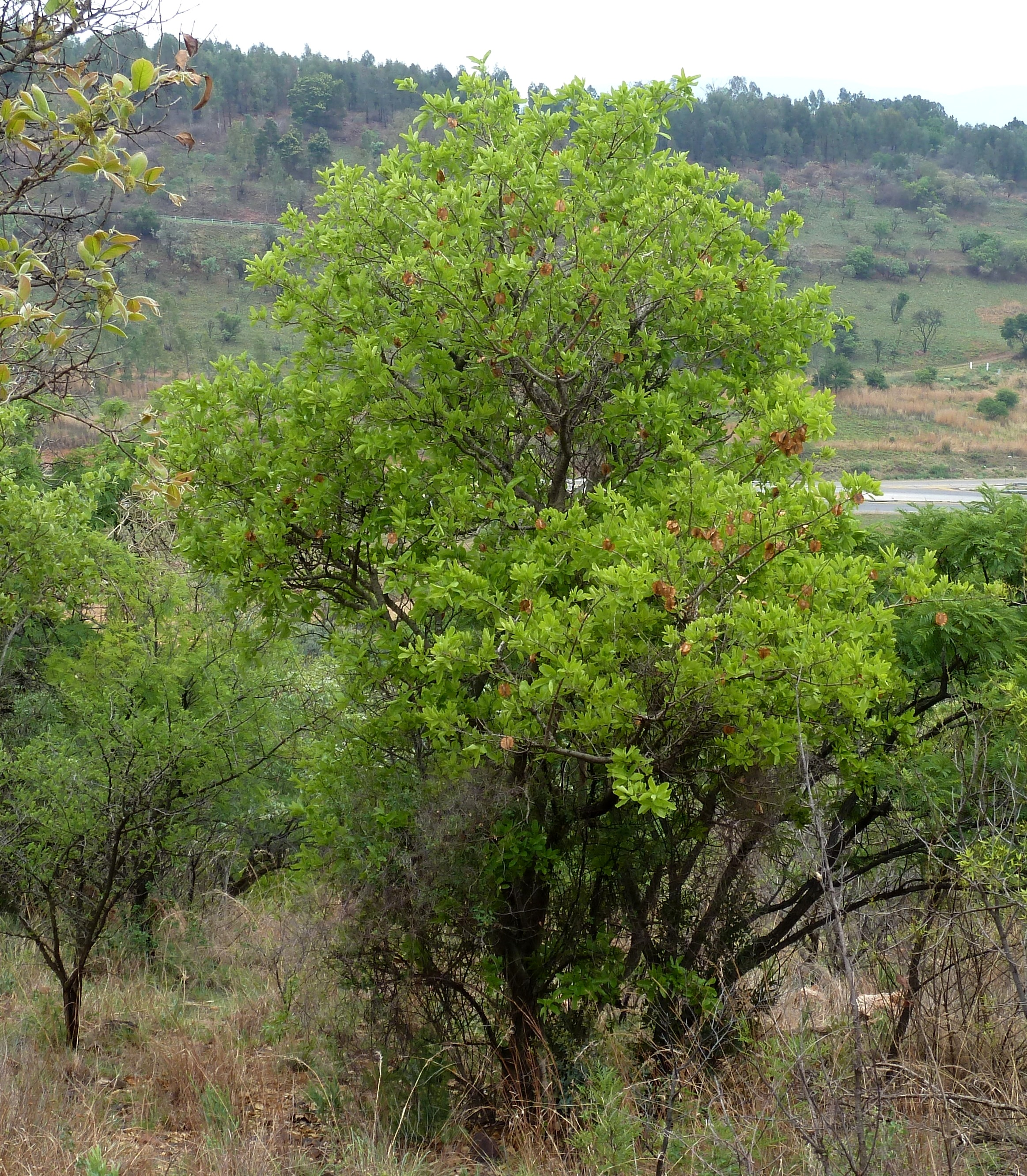